# Arne Dahl (televisieserie)
Arne Dahl is een Zweedse televisieserie van SVT met onder anderen Malin Arvidsson, Shanti Roney en Irene Lindh, gebaseerd op de A-team-romans van misdaadauteur Arne Dahl. In Nederland wordt het programma uitgezonden door betaalzender Film1. Ook staat de serie op Netflix.

## Verhaal
Commissaris Jenny Hultin (Lindh) stelt een speciale eenheid van hooggekwalificeerde inspecteurs uit heel Zweden samen, het zogeheten A-team. Elk lid heeft een eigen specialisatie: zo is voormalig advocaat Arto Söderstedt (Niklas Åkerfelt) analist en theoreticus, heeft Sara Svenhagen (Vera Vitali) grote kennis van mensenhandel en pedofilie en is Jorge Chavez (Matias Varela / Alexander Salzberger) expert op het gebied van computers en mobiele telefonie. Samen bestrijden ze terrorisme, seriemoordenaars en drugskartels.
In het tweede seizoen is Hultin met pensioen gegaan en komt Kerstin Holm (Arvidsson) aan het hoofd van de eenheid te staan. Ook Viggo Norlander (Claes Ljungmark) en Paul Hjelm (Roney) maken geen deel meer uit van het team. Hjelm komt nog wel voor in de serie in zijn nieuwe baan bij Interne Zaken. Als nieuw lid wordt polyglot Ida Jankowicz (Natalie Minnevik) aangetrokken.

## Rolverdeling
| Acteur               | Personage       | Opmerking |
| -------------------- | --------------- | --------- |
| Shanti Roney         | Paul Hjelm      |           |
| Malin Arvidsson      | Kerstin Holm    |           |
| Irene Lindh          | Jenny Hultin    | Seizoen 1 |
| Magnus Samuelsson    | Gunnar Nyberg   |           |
| Niklas Åkerfelt      | Arto Söderstedt |           |
| Claes Ljungmark      | Viggo Norlander | Seizoen 1 |
| Vera Vitali          | Sara Svenhagen  |           |
| Matias Varela        | Jorge Chavez    | Seizoen 1 |
| Alexander Salzberger | Jorge Chavez    | Seizoen 2 |
| Natalie Minnevik     | Ida Jankowicz   | Seizoen 2 |

## Afleveringen
Van tien romans van Arne Dahl is een televisieversie gemaakt. Elk verhaal wordt verteld in twee afleveringen. In het eerste seizoen duurt een verhaal ongeveer drie uren, oftewel anderhalf uur per aflevering. In seizoen twee duurt een aflevering ongeveer een uur en beslaat één verhaal dus twee uren.

### Seizoen 1
| Verhaal | Afl. | Titel*                                 | Uitzenddatum     | Uitzenddatum | Gebaseerd op boek*                            |
| ------- | ---- | -------------------------------------- | ---------------- | ------------ | --------------------------------------------- |
| 1       | 1    | Misterioso                             | 27 december 2011 | 1 juli 2012  | Misterioso, 1999                              |
| 1       | 2    | Misterioso                             | 28 december 2011 | 1 juli 2012  | Misterioso, 1999                              |
| 2       | 3    | Ont blod (Kentucky Killer)             | 21 oktober 2012  | 8 juli 2012  | Ont blod, 1998 (Kentucky Killer)              |
| 2       | 4    | Ont blod (Kentucky Killer)             | 28 oktober 2012  | 8 juli 2012  | Ont blod, 1998 (Kentucky Killer)              |
| 3       | 5    | Upp till toppen av berget (Smeeroffer) | 4 november 2012  | 15 juli 2012 | Upp till toppen av berget, 2000 (Schijnoffer) |
| 3       | 6    | Upp till toppen av berget (Smeeroffer) | 11 november 2012 | 15 juli 2012 | Upp till toppen av berget, 2000 (Schijnoffer) |
| 4       | 7    | De största vatten (Bijbelse wateren)   | 18 november 2012 | 29 juli 2012 | De största vatten, 2002 (Bijbelse wateren)    |
| 4       | 8    | De största vatten (Bijbelse wateren)   | 25 november 2012 | 29 juli 2012 | De största vatten, 2002 (Bijbelse wateren)    |
| 5       | 9    | Europa Blues                           | 2 december 2012  | 22 juli 2012 | Europa Blues, 2001                            |
| 5       | 10   | Europa Blues                           | 9 december 2012  | 22 juli 2012 | Europa Blues, 2001                            |

### Seizoen 2
| Verhaal | Afl. | Titel*                                            | Uitzenddatum     | Uitzenddatum | Gebaseerd op boek*                               |
| ------- | ---- | ------------------------------------------------- | ---------------- | ------------ | ------------------------------------------------ |
| 1       | 1    | En midsommarnattsdröm (A Midsummer Night's Dream) | 15 februari 2015 | 10 juni 2015 | En midsommarnattsdröm, 2003 (Midzomernachtdroom) |
| 1       | 2    | En midsommarnattsdröm (A Midsummer Night's Dream) | 22 februari 2015 | 10 juni 2015 | En midsommarnattsdröm, 2003 (Midzomernachtdroom) |
| 2       | 3    | Dödsmässa (Requiem)                               | 1 maart 2015     |              | Dödsmässa, 2004 (Requiem)                        |
| 2       | 4    | Dödsmässa (Requiem)                               | 8 maart 2015     |              | Dödsmässa, 2004 (Requiem)                        |
| 3       | 5    | Mörkertal (Hidden Numbers)                        | 15 maart 2015    |              | Mörkertal, 2005 (Verdwenen onschuld)             |
| 3       | 6    | Mörkertal (Hidden Numbers)                        | 22 maart 2015    |              | Mörkertal, 2005 (Verdwenen onschuld)             |
| 4       | 7    | Efterskalv (Afterquake)                           | 29 maart 2015    |              | Efterskalv, 2006                                 |
| 4       | 8    | Efterskalv (Afterquake)                           | 5 april 2015     |              | Efterskalv, 2006                                 |
| 5       | 9    | Himmelsöga (Eye in the Sky)                       | 12 april 2015    |              | Himmelsöga, 2007                                 |
| 5       | 10   | Himmelsöga (Eye in the Sky)                       | 19 april 2015    |              | Himmelsöga, 2007                                 |

* Waar van toepassing tussen haakjes de voor de Nederlandse vertaling gebruikte titel

## Dvd
In België en Nederland zijn beide seizoenen door distributeur Lumière op dvd uitgebracht.